# Bryconadenos weitzmani
Bryconadenos weitzmani är en fiskart som beskrevs av Menezes, Netto-ferreira och Ferreira 2009. Bryconadenos weitzmani ingår i släktet Bryconadenos och familjen Characidae. Inga underarter finns listade.